# Nederlandsche Rhijnspoorweg-Maatschappij
De Nederlandsche Rhijnspoorweg-Maatschappij (NRS) was een Nederlandse spoorwegmaatschappij. De NRS is opgericht op 3 juli 1845 in Utrecht en is de rechtsopvolger van de Rijn Spoorweg (RS), die de Rhijnspoorweg (Amsterdam – Utrecht – Arnhem) heeft aangelegd (geopend tussen 1843 en 1845).
De NRS heeft de volgende spoorlijnen aangelegd en geëxploiteerd:
- Spoorlijn Utrecht - Rotterdam (1855)
- Spoorlijn Gouda - Den Haag (1870)[1]
- Verlenging van de Rhijnspoorweg naar Duitsland (1856)
- Spoorlijn Harmelen - Breukelen (1869)
- Spoorlijn Zevenaar - Kleef (1865)

Daarnaast exploiteerde de NRS de spoorlijn Woerden - Leiden (aangelegd door de Spoorweg-Maatschappij Leiden-Woerden). Ook de eerste Nederlandse stoomtramlijn, van Den Haag Rhijnspoorstation (het latere Staatsspoorstation) naar Scheveningen is in 1879 door de NRS geopend. De tramlijn Ede - Wageningen werd in 1882 geopend.
In 1890 is de NRS overgenomen door de Staat der Nederlanden, die de exploitatie in handen gaf van de Staatsspoorwegen (SS). Het spoorwegmaterieel van de NRS werd verdeeld over de Staatsspoorwegen (SS) en de Hollandse IJzeren Spoorweg-Maatschappij (HSM). Van het oorspronkelijke materieel van de NRS is de locomotief 107 bewaard door het Spoorwegmuseum.